# کاستروپینانو
کاستروپینانو (به ایتالیایی: Castropignano) یک کومونه در ایتالیا است که در استان کامپوباسو واقع شده‌است.

## خصوصیات
کاستروپینانو ۲۷٫۰ کیلومترمربع مساحت و ۱٬۰۷۹ نفر جمعیت دارد و ۵۹۰ متر بالاتر از سطح دریا واقع شده‌است.